# 环根芹
环根芹（学名：Cyclorhiza waltonii）是伞形科环根芹属的植物，为中国的特有植物。分布于中国大陆的四川、西藏、云南等地，生长于海拔2,500米至4,600米的地区，一般生长在高山向阳草坡、灌丛中以、潮湿沟边、栎林下及路旁，目前尚未由人工引种栽培。